# Quilessa caerulea
Quilessa caerulea är en insektsart som beskrevs av Ronald Gordon Fennah 1942. Quilessa caerulea ingår i släktet Quilessa och familjen Kinnaridae. Inga underarter finns listade i Catalogue of Life.